# Mołoskowicy (stacja kolejowa)
Mołoskowicy (ros. Молосковицы) – stacja kolejowa w miejscowości Mołoskowicy, w rejonie wołosowskim, w obwodzie leningradzkim, w Rosji. Położona jest na linii Petersburg – Iwangorod – Tallinn.

## Historia
Stacja powstała w XIX w. na trasie Kolei Bałtyckiej.